# Carme (měsíc)
Carme (kar'-mee, IPA: /kɑrmi/; řecky Κάρμη) je retrográdní nepravidelný přirozený satelit Jupiteru. Byl objeven Sethem Barnesem Nicholsonem v observatoři Mount Wilson Observatory v Kalifornii v červenci 1938.
Své současné jméno získal až v roce 1975, předtím byl označován jako Jupiter XI. Mezi lety 1955 až 1975 byl také nazýván „Pan“. Dnes je Pan pojmenování jiného Saturnova měsíce.
Je podle něj pojmenována Rodina Carme, skupina nepravidelných měsíců Jupiteru, které jej obíhají ve vzdálenosti 23 až 24 Gm s inklinací 165°. Charakteristika oběžných drah se však mění v závislosti na slunečních a planetárních anomáliích.